# Nacaduba raluana
Nacaduba raluana är en fjärilsart som beskrevs av Ribbe 1899. Nacaduba raluana ingår i släktet Nacaduba och familjen juvelvingar. Inga underarter finns listade i Catalogue of Life.